# Good day house
good day house（グッドデイハウス）とは2002年に公演された演劇作品。脚本・演出を小林賢太郎が手がける小林賢太郎プロデュース公演（KKP）#001。

## 公演
- 東京公演　2002年8月27日〜9月1日　アートスフィア
- 大阪公演　2002年9月10日〜9月11日　シアター・ドラマシティ

## あらすじ
駅の近くという最高の立地条件下にある4階建てのビル「good day house」。そこに住む様々な人々。オープン前のカフェのオーナー。怪しげな雰囲気漂う学習塾。キャンバスに向かうが何も出来ない画家。最上階の大家さん夫妻。そして内装工事を注文されこのビルに訪れた｢カタクリ工務店｣の店員。各フロアの住人はそれぞれ自分の希望を店員に伝えるが、どの階の人間も変人ばかり。難問に首を突っ込みたがる店員の性格も相まって、内装工事の準備は滞ってしまう。1st floorから4th floorの各階を1幕とする全4幕構成。

## キャスト
カタクリ工務店員：片桐仁（ラーメンズ）
全編に登場。ビルの各階の改装工事の見積もりを出す為、やって来た男。面倒なことに首を突っ込むのが好き。
カフェマスター：犬飼若浩（ガバメント・オブ・ドッグス）
1st floor、4th floorに登場。カフェへの理想をとにかく高く思い描いており、よく「1人カフェごっこ」を行っている。それに伴い、工務店に無茶な注文ばかりをする(壁を全面取る、地下鉄が見えるようにする等)。
マスターの妹・タミコ：森谷ふみ
1st floor、4th floorに登場。兄曰く、うざったいダンスをする。実際にうざったい。兄思い。
塾長：小松和重（サモ・アリナンズ）
2nd floor、4th floorに登場。黒いスーツの少し怪しげな塾長。過去にはお受験関係の本も出し、ベストセラーにもなったらしい。
マサ：西田征史
2nd floor、4th floorに登場。アロハを着たひげ面の講師。人の意見に流されやすい面があり、それ故に塾長に「信用できなくなった」と見放される時もある。
早乙女：野村知広
2nd floor、4th floorに登場。母性本能をくすぐるタイプの青年。街中でマサにスカウトされる。終盤ではとある理由で副塾長に昇格した。大家さんからは「フクトメ君」と間違われる。
画家：小林賢太郎（ラーメンズ）
3rd floor、4th floorに登場。美術的感覚が欠如している。町で売っていた絵を大家さんが気に入り、3階ギャラリーで個展を開かせてもらえることになった。景山民夫に似ているらしい。
大家さん：室岡悟
4th floorのみに登場。帰国子女で、その言動はステロタイプな外国人。中途半端に漢字を知っている。よく奥さんにアッパーを食らう。
大家さんの奥さん：平田敦子
4th floorのみに登場。恰幅のよい女性。マサは「おっかさん」と呼ぶ。よく大家さんにアッパーを見舞う。